# Franz Karl von Loe zu Wissen
Franz Karl von Loe zu Wissen (* 7. Mai 1720; † 8. November 1795) war Domherr in Münster und Jülicher Landeshofmeister.

## Leben

### Herkunft und Familie
Franz Karl von Loe zu Wissen entstammte dem westfälischen Adelsgeschlecht von Loe, das zum Uradel im Vest Recklinghausen gehört und aus dem zahlreiche namhafte Persönlichkeiten hervorgegangen sind.
Franz Karl war der Sohn des Johann Adolf von Loe zu Wissen (1687–1743) und dessen Gemahlin Maria Anna Catharina von Wachtendonk zu Germenseel, Tochter des Hermann Adrian von Wachtendonk. Seine Schwester Maria Anna Catharina Ludowica war mit Carl Franz von Nesselrode verheiratet. Sie waren die Eltern von Karl Franz von Nesselrode.

### Wirken
Im Jahr 1737 gelangte Franz Karl durch päpstliche Provision in das Münstersche Domkapitel. Bereits zehn Jahre später verzichtete er zugunsten seines Bruders Johann Adolf und heiratete die Gräfin Maximine von Horrion-Kolonster. Sie waren die Erbauer des Schlosses Wissen. Aus der Ehe sind die späteren Domherren Johann Adolf und Clemens August hervorgegangen. Ihr Sohn Edmund (1740–1813) war Senator im französischen Kaiserreich und heiratete Maria Alexandrine von Merveldt (1756–1812), Tochter des Clemens August von Merveldt. Aus der Ehe stammt der Sohn Friedrich (* 6. August 1787).